# Вазописец Ахелоя

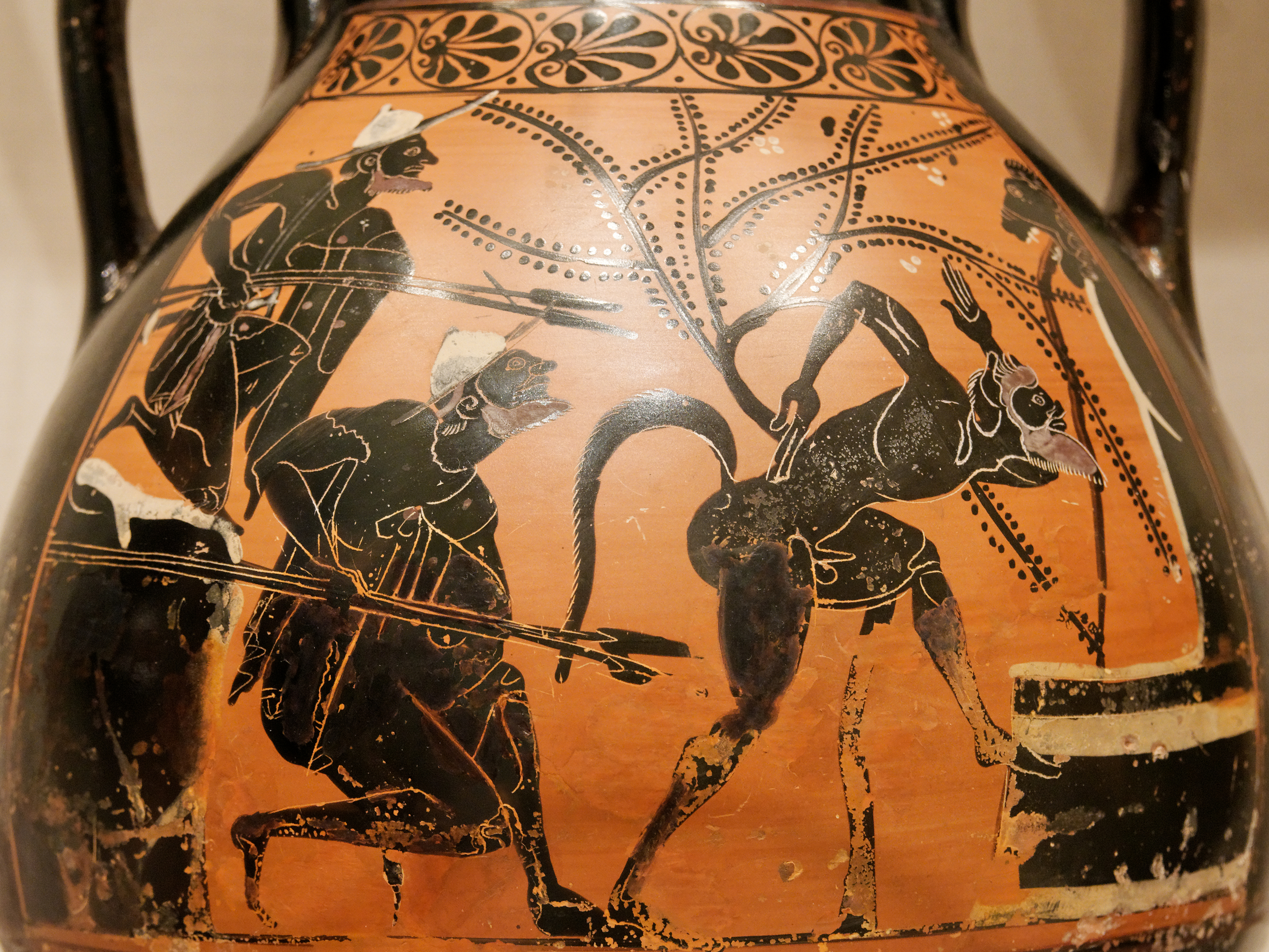
Мидас и оруженосец (или два оруженосца царя Мидаса) устроили засаду на Силена. Сторона A аттической чернофигурной амфоры. Роспись приписывается вазописцу Ахелоя. Ок. 510 г. до н. э. Метрополитен-музей, Нью-Йорк.

Вазописец Ахелоя — вазописец, расписывавший вазы в чернофигурном стиле, работавший в Афинах около 525—500 гг. до н. э.

## Происхождение имени
Реальное имя, как и у большинства древнегреческих вазописцев, не сохранилось. Свое имя получил благодаря созданной им сцене на амфоре, где изображается борьба между речным богом Ахелоем и Гераклом. Это комическое изображение напугало визг и бога реки, в форме рогатого кентавра, помешавшего убежать через невзволнованного Геркулеса, задерживающего его рогами. Гермес, посыльный богов запас сидит непринужденно. Его длинная, выдающаяся борода, терпящая параллельный длинному, видному носу. В героических сценах греческой мифологии герой должен победить ужасных и непримиримых монстров согласно божественному желанию богов. В этой сцене и других как он унижается герою трусливый и смешной монстр, в то время как карикатура богословия селится в государстве апатии.

## Стиль
Вазописец Ахелоя, Вазописец Кьюзи и вазописец Красной линии принадлежат к вазописцам группы Леагра. Их эксперименты с построением пространства, с использованием приема кадрирования в композициях, их эмоциональные характеристики героев, несомненно, демонстрируют все возможности чернофигурной техники.

## Композиция
Мастера группы Леагра упрощают рисунок и большее значение придают экспрессии образа, выразительному рассказу. Одними из любимых сюжетов были сцены пиров, которые носили сатирический характер: большие торчащие носы, излишний вес, признаки дряхлости и прочее.
Наиболее часто используюемые формы сосудов: амфоры и гидрии.